# Emil Runefjord
Hans Emil Sture Runefjord, född 26 februari 1903 i Svedala, Malmöhus län, död 3 november 1973, var en svensk målare och konsthantverkare.
Han var gift 1926–1945 med Valborg Gunhild Björk och far till Kjell Remy. Runefjord studerade vid Malmö tekniska skola och bedrev därefter konststudier på egen hand och för några lokala konstnärer. Han företog ett stort antal studieresor bland annat till New Foundland, South Wales och Nordnorge. Separat ställde han ut i bland annat Alvesta, Smålands Taberg och Båstad. Han medverkade i samlingsutställningar i Stockholm och Göteborg. Hans konst består av pittoreska gatumotiv, fiskelägen, strandbilder, fåglar utförda i olja eller pastell samt ciselerade föremål. Runefjord är begravd vid Krematoriet i Helsingborg.  